# Pierre Rémond de Montmort
Pour les articles homonymes, voir Rémond et Montmort (homonymie).

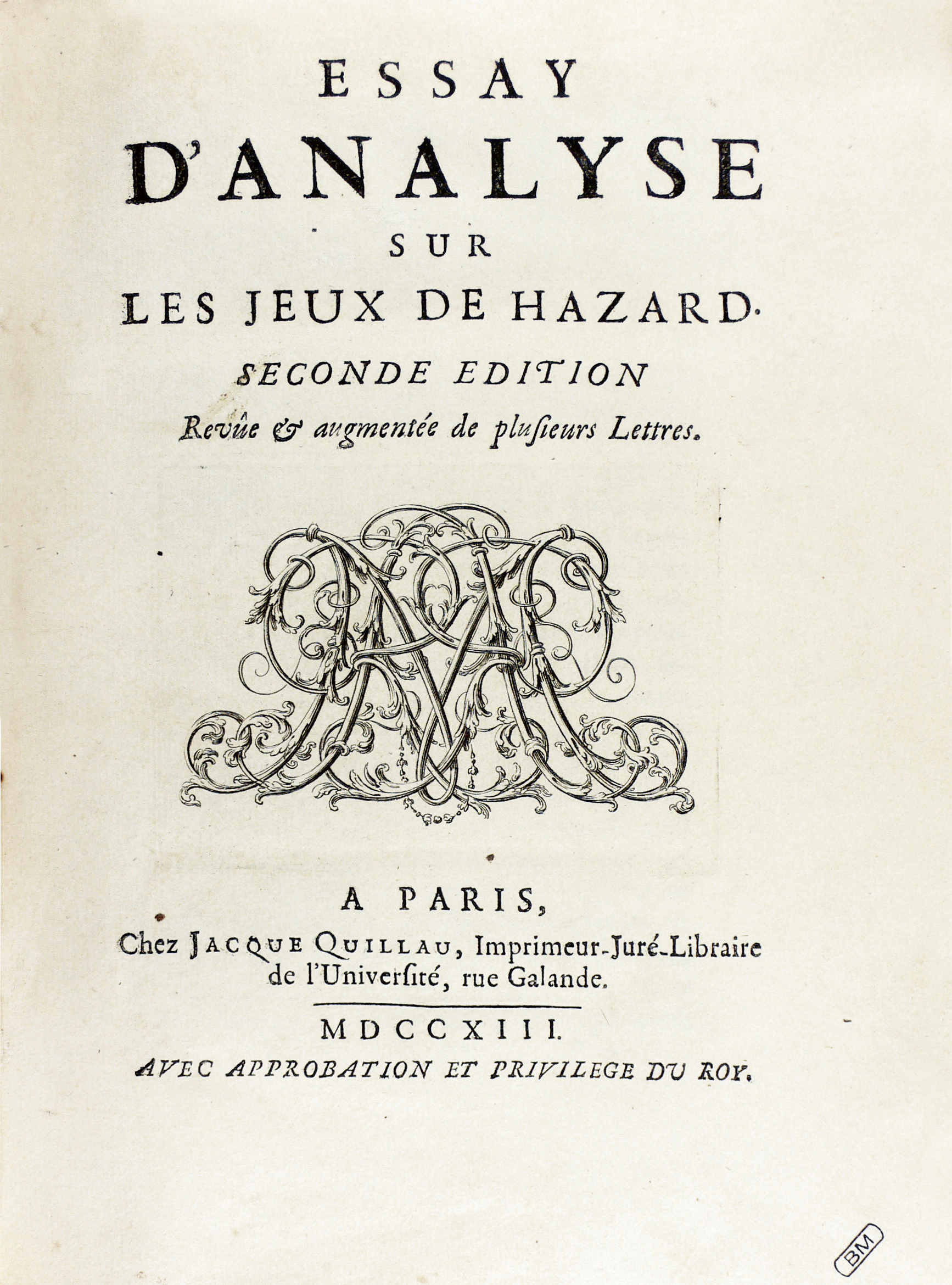
Essay d'analyse sur les jeux de hazard, 1713.

Pierre Remond de Montmort, né le 27 octobre 1678 à Paris et mort le 7 octobre 1719 dans cette même ville, est un mathématicien royal, auteur d'un Essai d'analyse sur les jeux de hasard (1708) et correspondant de Leibniz, d'Abraham de Moivre, de Nicolas (I) Bernoulli et de Brook Taylor.

## Biographie
Il est le premier en Occident à réaliser le problème du cavalier sur un échiquier (problème repris par Leonhard Euler en 1759).
| Solution de Rémond de Montmort | Solution de Rémond de Montmort | Solution de Rémond de Montmort | Solution de Rémond de Montmort | Solution de Rémond de Montmort | Solution de Rémond de Montmort | Solution de Rémond de Montmort | Solution de Rémond de Montmort |
| ------------------------------ | ------------------------------ | ------------------------------ | ------------------------------ | ------------------------------ | ------------------------------ | ------------------------------ | ------------------------------ |
| 1                              | 38                             | 31                             | 44                             | 3                              | 46                             | 29                             | 42                             |
| 32                             | 35                             | 2                              | 39                             | 30                             | 43                             | 4                              | 47                             |
| 37                             | 8                              | 33                             | 26                             | 45                             | 6                              | 41                             | 28                             |
| 34                             | 25                             | 36                             | 7                              | 40                             | 27                             | 48                             | 5                              |
| 9                              | 60                             | 17                             | 56                             | 11                             | 52                             | 19                             | 50                             |
| 24                             | 57                             | 10                             | 63                             | 18                             | 49                             | 12                             | 53                             |
| 61                             | 16                             | 59                             | 22                             | 55                             | 14                             | 51                             | 20                             |
| 58                             | 23                             | 62                             | 15                             | 64                             | 21                             | 54                             | 13                             |

Il possédait le château de Montmort, toujours propriété de ses descendants.

## Publication
- Essay d'analyse sur les jeux de hazard (en) (2e édition), chez Jacque Quillau, Paris, 1713 (lire en ligne)